# Mènids

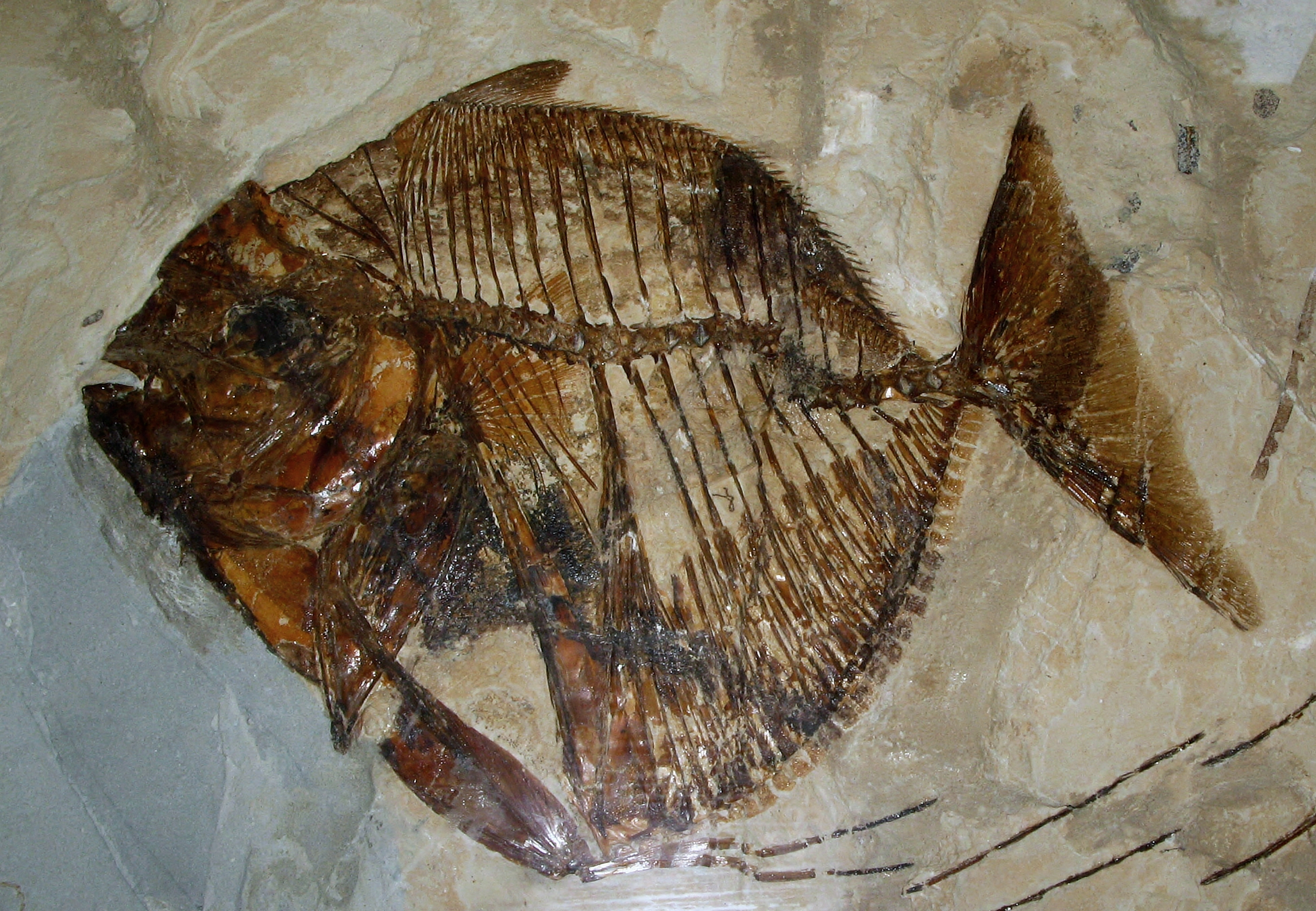
Fòssil de Mene rhombea trobat a Itàlia.

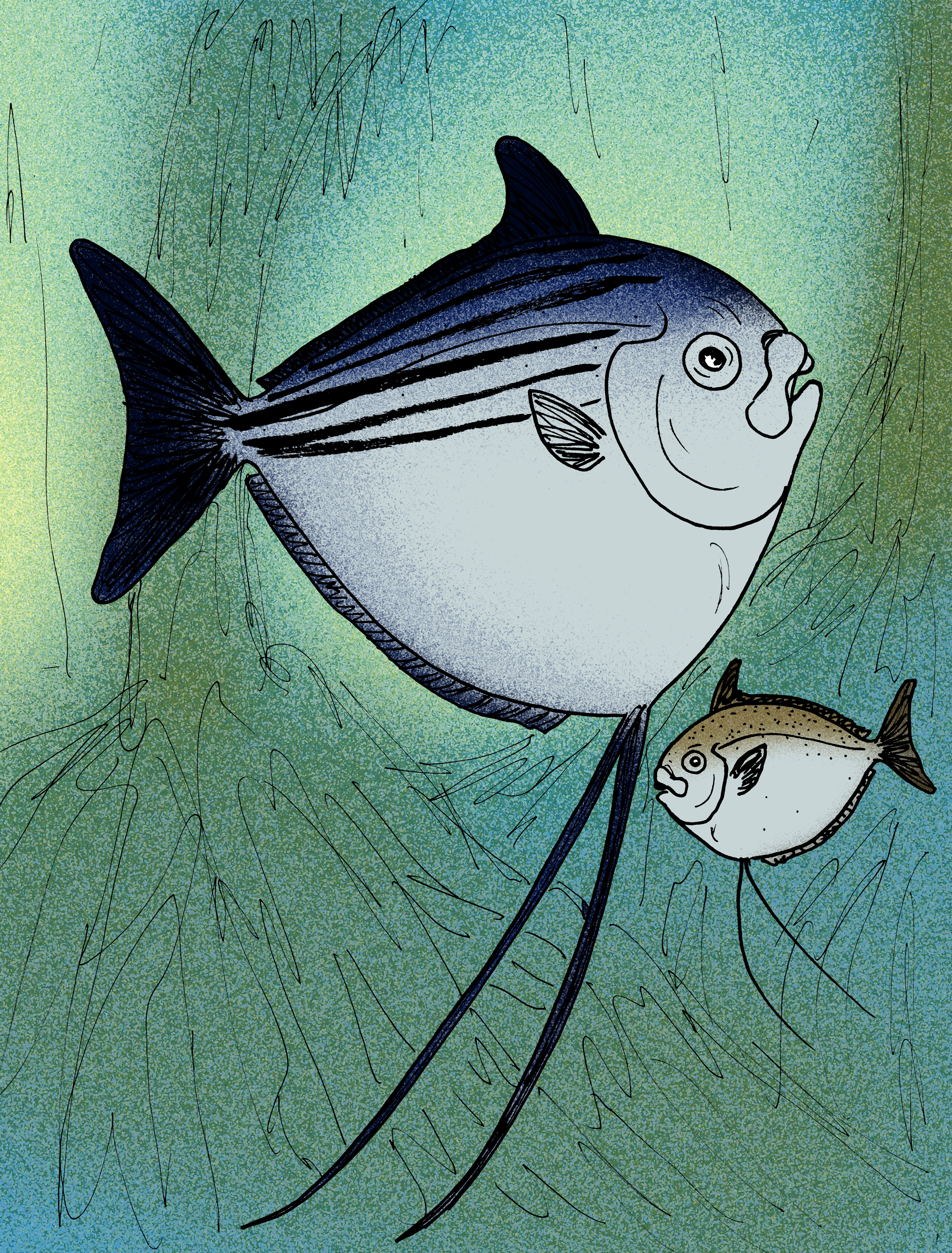
De dalt a baix: Mene rhombea i Mene oblonga

Els mènids (Menidae) constitueixen una família de peixos marins pertanyent a l'ordre dels perciformes.

## Etimologia
Del grec maine, -es (una mena de seitó).

## Descripció
- Contorn dorsal gairebé horitzontal.
- 43-45 radis tous a l'aleta dorsal i 30-33 a l'anal.
- El primer radi de l'aleta pelviana és molt allargada als adults.[5]

## Distribució geogràfica
Es troba a l'Índic i el Pacífic occidental.

## Gèneres i espècies
- Mene (Lacépède, 1803)[7]
  - Mene maculata (Bloch & Schneider, 1801)[8][9][10]
  - Mene oblonga †
  - Mene purdyi †
  - Mene rhombea †[11][12][13][14][15][16][17]

## Ús comercial
La seua única espècie actual, Mene maculata és un peix popular com a aliment a tota la seua àrea de distribució (sobretot, a les illes Filipines).